# Вилијам Морис
Вилијам Морис (енгл. William Morris; Валтамстов, Лондон, 24. март 1834 — Хамерсмит, Лондон, 3. октобар 1896) био је енглески сликар, архитекта, песник и писац.
У сарадњи са британским Покретом уметности и занатства, он је великим делом заслужан за оживљавање традиционалних британских текстилних уметности, као и начинима производње текстила. Његово књижевно стваралаштво је помогло да се развије модерна фантастика као жанр, док је сам Морис играо главну улогу у промовисању раних социјалистичких покрета у Британији.
Морис је у индустријализацији видео велику претњу и поставио је себи циљ да уметничке занате обнови као праве занатске уметности у духу средњег века. За ту сврху је 1861. године основао радионице уметничких заната. У њима су се производили теписи, подне облоге, намештај, па чак и комплетна опрема стана. Заједно са Ф. М. Брауном, Дантеом Габријелом Росетијем, Е. Берн-Џоунсом је, између осталог, скицирао декоративне шаре за уређење стана.
Поред тога, са оснивањем штампарије Kelmscott Press оживео је и уметност опремања књиге. Тиме је постао водећа фигура сецесије у енглеској (Modern style).

## Биографија
Вилијам Морис је рођен у Валтамстову, у богатој породици средње класе. Студирао је на Универзитету у Оксфорду. Након студија се специјализовао за архитекту, оженио се Џејн Бурден и остварио блиска пријатељства са уметницима прерафаелитског братства. Између осталог, са Едвардом Берн-Џоунсом и Дантеом Габријелом Росетијем, као и са неоготским сликарем Филипом Вебом. Они су заједно 1861. године основали фирму декоративних уметности, коју су назвали Morris, Marshall, Faulkner & Co. Будући да фирма стиче велику популарност и траженост, оставили су значајан траг у декорацији ентеријера у периоду викторијанског доба. У то време су дизајнирали првенствено таписерије, тапете, тканине, намештај, витраже и друго. Године 1875. Морис преузима потпуну контролу над овим предузећем, те јој мења име у Morris & Co. Карактеристично дело које су оставили за собом је, такође, породична кућа, позната и као Црвена кућа, у Лондону коју су Веб и Морис заједно у периоду од 1859. до 1865. године.
Морис је такође стекао успех објављујући своје песме и романе, под називом Земаљски рај (1868–1870), Сан Џони Бола (1888), утопијски роман Вести ниоткуда (1890), као и фантастичан роман Бунар на крају света (1896). Године 1877. основао је Друштво за заштиту античких грађевина како би покренуо кампању против наношења штете током архитектонских рестаурација. Прихватањем марксизма и под утицајем анархизма 1880их година Морис постаје посвећени револуционарни социјалистички активиста, а након учешћа у Социјал-демократској федерацији, основао је Социјалистичку лигу 1884. Међутим рад организације бива прекинут 1890. године, да би годину дана касније отворио штампарију Kelmscott Press, где су штампане књиге ограниченог тиража са илуминираним рукописима.
Морис представља једну од најпознатијих и најпрепознатљивијих личности из области културе у викторијанско доба. Иако је за живота остао упамћен као песник, постхумно је постао познатији по својим радовима из дизајна. Године 1955. је основано удружење посвећено Вилијаму Морису, које се бави његовом заоставштином, а захваљујући њима, објављен је већи број биографија са детаљима из Морисовог живота, као и студија његовог рада. Велики број зграда повезане са његовим животом и стварањем су отворене за посетиоце, а велики број радова се налази у галеријама и музејима, док се дизајн још увек може наћи у продаји.

## Галерија
- Кућа где је Морис одрастао, реновирана 2012.
- Морисово дело, La belle Iseult, такође познато и као Краљица Гиневра, једино преживело дело рађено на сликарском стативу, данас се налази у галерији Тејт, у Лондону.
- Упредена вуна на текстил, Паун и аждаја.
- Морисов дизајн за жиг штампарије Kelmscott Press.
- Витраж рађен у сарадњи Мориса са Берн-Џоунсом.